# Monodilepas monilifera carnleyensis
Monodilepas monilifera carnleyensis es una subespecie de molusco gasterópodo de la familia Fissurellidae.

## Distribución geográfica
Se encuentra  en la Islas Auckland de Nueva Zelanda.